# José Crispiano Clavijo Méndez
José Crispiano Clavijo Méndez (ur. 13 czerwca 1951 w Tocacipá) – kolumbijski duchowny rzymskokatolicki, od 2015 biskup Sincelejo.

## Życiorys
Święcenia prezbiteratu otrzymał 12 listopada 1988 i został inkardynowany do diecezji Valledupar. Był m.in. kanclerzem kurii i wikariuszem generalnym, dyrektorem Centrum Ewangelizacyjnego w Valledupar, delegatem biskupim ds. duszpasterstwa kapłanów oraz ds. katechezy, a także rektorem diecezjalnego seminarium duchownego.
19 lutego 2015 otrzymał nominację na biskupa Sincelejo. Sakry biskupiej udzielił mu 14 marca 2015 abp Ettore Balestrero, ówczesny nuncjusz apostolski w Kolumbii.